# 格利高里·蘇科切夫
格利高里·蘇科切夫（英語：Grigory Sukochev；1988年2月18日—）是一位澳大利亞排球運動員。他代表澳大利亞國家男子排球隊參賽，參加了2012年倫敦奧運會的排球比賽。